# Groupes de la Rus
Les groupes de la Rus sont trois différentes tribus mentionnées dans les travaux de géographes arabes du Xe siècle (al-Istakhri, ibn Hawqal et d’autres auteurs plus tardifs),. Leur référence est un travail perdu d'Abu Zayd al-Balkhi écrit vers 920. Chaque groupe avait son chef propre.
Le centre du premier groupe était Kouïaba (arabe : كويابة Kūyāba). Cette ville, assimilée par certains à Kiev, commerçait activement avec l'Orient et était plus près de la Bulgarie de la Volga. Un ethnonyme pour ses habitants n'est pas mentionné dans les sources arabes.
L'historiographie soviétique officielle (Boris Grekov, Boris Rybakov, et les autres) et l'historiographie ukrainienne nationale considèrent Kouïaba comme le centre de l'État ancien des Slaves de l'Est.
La Slawiya (arabe : صلاوية Ṣ(a)lāwiya) était un autre groupe avec son centre à Slav, c'était le groupe Rus le plus éloigné. On le reconnaît généralement comme les Slovens du lac Ilmen ou de Novgorod.
Le dernier groupe était l'Arthaniya (arabe : ارثانية ’Arṯāniya) avec son centre à Artha. Prétendument fermé aux étrangers, Arthaniya exportait des zibelines et du plomb d'Artha en passant  Kouïaba,. En dépit de nombreuses hypothèses, Arthaniya n'a pas pu être identifiée de façon convaincante avec une région précise.